# مازدا تايكي
مازدا تايكي هي سيارة مبتكرة صنعت من طرف شركة مازدا اليابانية، وهي تعد السيارة الرابعة في سلسلة تصميمات مازدا «ناغاري». وتقول مازدا إن تايكي «تعكس توجهها مستقبليا للجيل الجديد من سيارات مازدا الرياضية التي تهدف إلى المساعدة على خلق مجتمع مستدام».

## السيارة

### المحرك
تستخدم التايكي محرك أمامي، بنظام الدفع الخلفي، هذا الطراز من مازدا مزود بتكنولوجيا المحركات الدورانية المعروفة بـ«رينيسيس إكس 16» والذي يأتي في إطار احتفالات «مازدا» بالذكرى الأربعين على ابتكار المحركات الدورانية. وهناك من يعتقد أن تايكي ما هي إلا نموذج جديد لطراز «آر إكس _ 7»  واسم تايكي يعني «الغلاف الجوي» باللغة اليابانية.

### التصميم

#### خارجيا
التصميم الخارجي، الذي أنشأه جوزيف ريف تحت إشراف أتسوهيكو يامادا، مستوحى من الملابس الفضفاضة. تايكي ذات أبواب مقصية  تفتح للأعلى أما العجلات والإطارات فتم تصميمها للعمل على الديناميكا الهوائية. تأتي الواجهة الأمامية للسيارة وفية تقريبا لنفس الدراسات المتعلقة بتصاميم المستقبل أما خلفية السيارة فجاءت مفاجئة ومثيرة إلى حد بعيد.

#### داخليا
تستوعب السيارة راكبين داخل «حجرة مظلمة» صممت من طرف تروي ترينه، متأثرا بـ«كوينوبوري» - (زينة تشبه سمك الشبوط الياباني) التي تعلق في المهرجانات،  كما استلهم اللون الأسود والأبيض من رمز يين يانغ.  فجانب السائق في المقصورة أسود، في حين أن جانب الركاب أبيض.

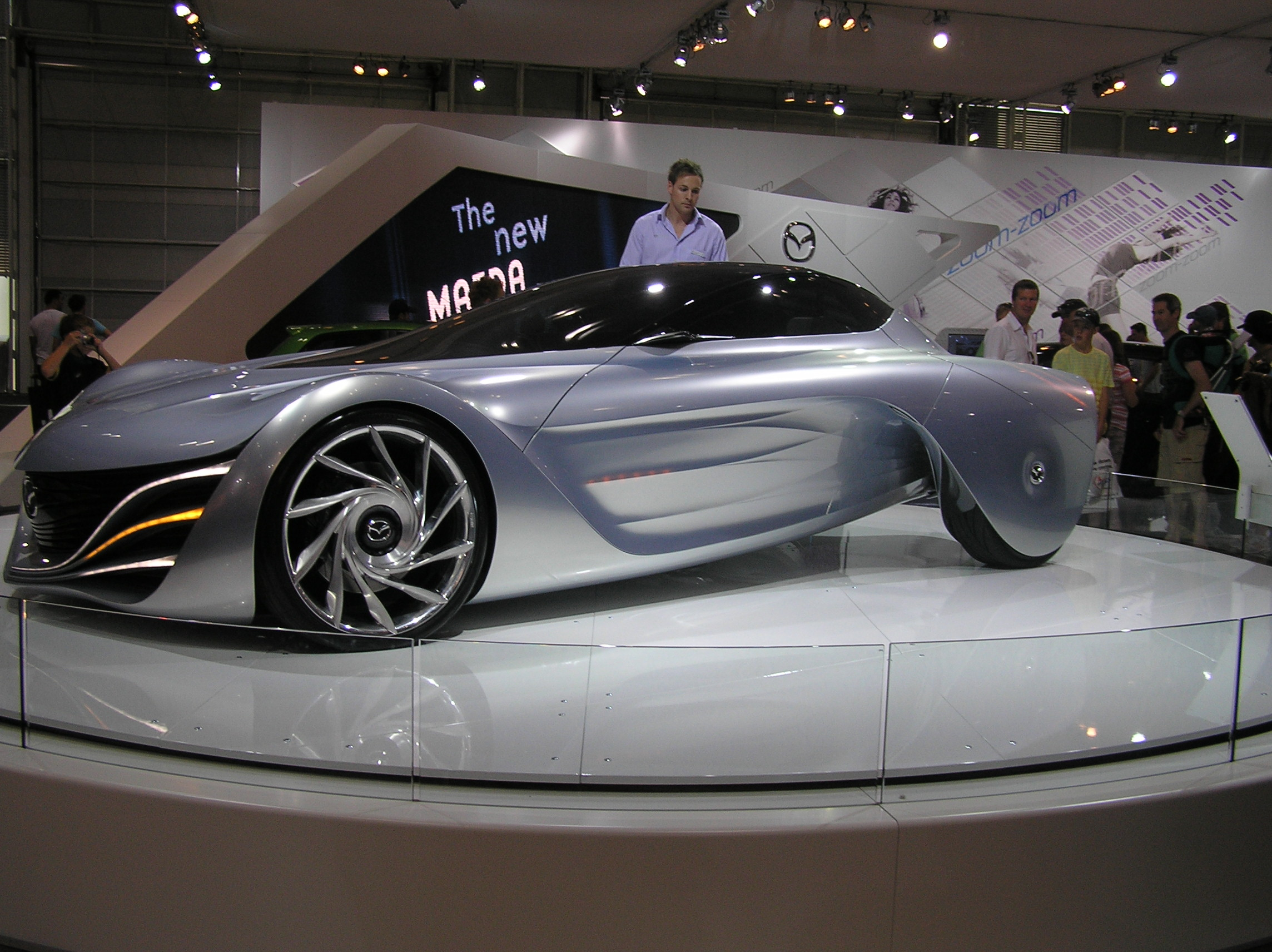